# Placówka Straży Celnej „Jędrysek”

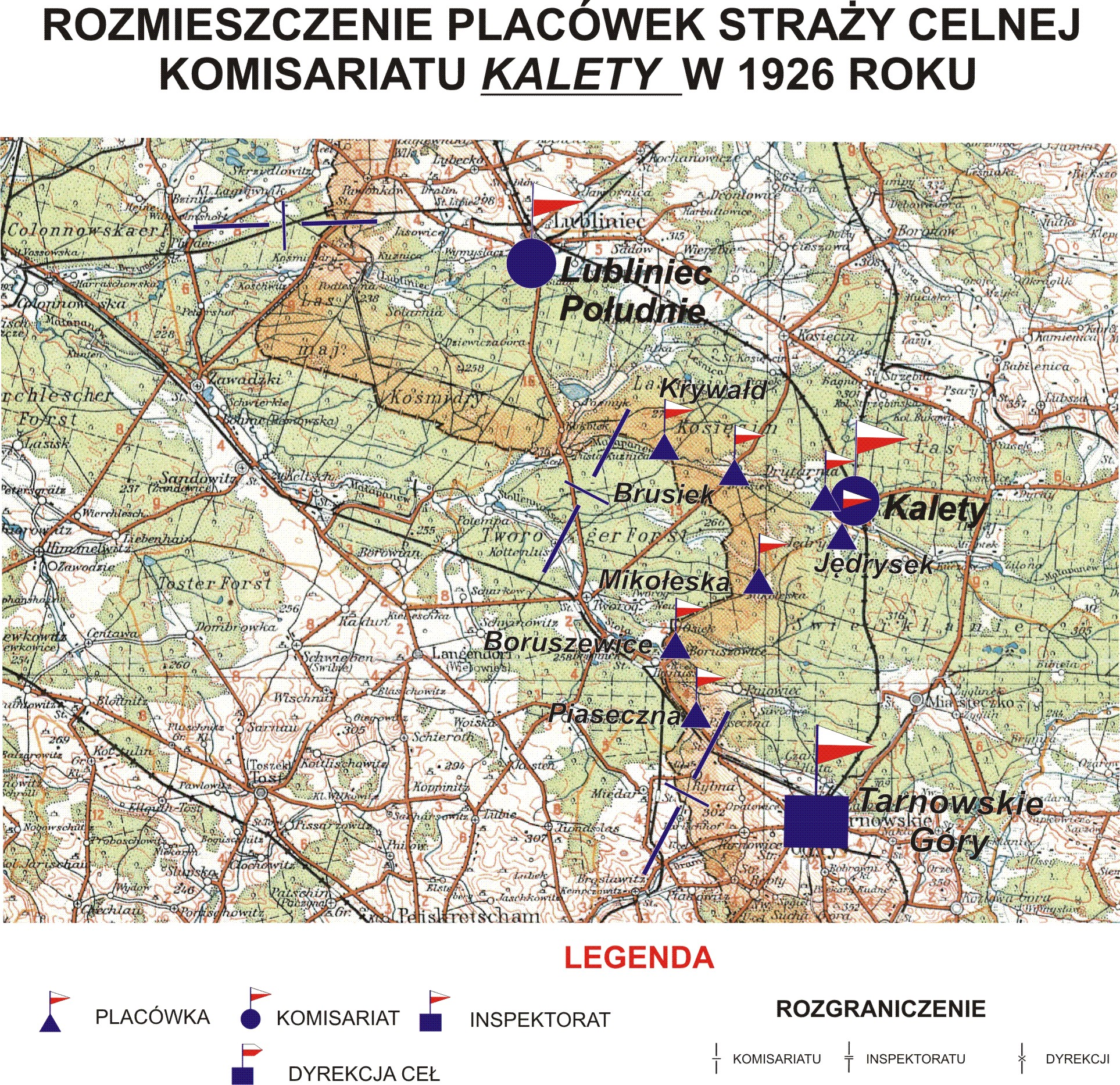
Rozmieszczenie placówek SC Komisariatu Kalety

Placówka Straży Celnej „Jędrysek” – jednostka organizacyjna Straży Celnej pełniąca w okresie międzywojennym służbę ochronną na granicy polsko-niemieckiej.

## Formowanie i zmiany organizacyjne
Na wniosek Ministerstwa Skarbu, uchwałą z 10 marca 1920 roku, powołano do życia Straż Celną. Od połowy 1921 roku jednostki Straży Celnej rozpoczęły przejmowanie odcinków granicy od pododdziałów Batalionów Celnych. Proces tworzenia Straży Celnej trwał do końca 1922 roku. Placówka Straży Celnej „Jędrysek” weszła w podporządkowanie komisariatu Straży Celnej „Kalety” z Inspektoratu SC „Tarnowskie Góry”.
W drugiej połowie 1927 roku przystąpiono do gruntownej reorganizacji Straży Celnej. W praktyce skutkowało to rozwiązaniem tej formacji granicznej. Ochronę północnej, zachodniej i południowej granicy państwa przejęła powołana z dniem 2 kwietnia 1928 roku Straż Graniczna.

## Funkcjonariusze placówki
Kierownicy placówki
| stopień    | imię i nazwisko, numer | okres pełnienia służby | kolejne stanowisko |
| ---------- | ---------------------- | ---------------------- | ------------------ |
| przodownik | Jan Markewka (626)     | był w 1926             |                    |

Obsada personalna placówki w 1926:
- przodownik Jan Markewka (626)
- strażnik Franciszek Jaworski (841)
- strażnik Kazimierz Gabryś (1315)
- strażnik Wiktor Habel (692)
- strażnik Wiktor Jakubiec (763)
- strażnik Leon Kurdysz (1093)
- strażnik Władysław Kedzior (880)